# Ernfold
Ernfold es un pueblo canadiense situado en la provincia de Saskatchewan.

## Superficie
Ernfold tiene una superficie de 1,29 km².

## Demografía
En 2021, tenía 20 habitantes, una densidad poblacional de 15,5 hab./km², y 12 viviendas.